# Gáspárné Dávid Margit
Gáspárné Dávid Margit, születési nevén Davidovits Margit (Budapest, 1883. november 24. – Budapest, 1963. december 18.) magyar írónő, műfordító, újságíró.

## Élete
Davidovits Lipót törökkanizsai születésű posta számtiszt és Grünhut Otília (1856–1935) lányaként született zsidó származású családban.
Már gyermekkorában kezdett írni. A Nőképző Egylet kebelében működő iskolában szerzett tanítónői képesítést. 1907-ben jelent meg első mesekönyve, a Huncut Böske kalandjai. Előbb a Képes Családi Lapok munkatársa lett. 1912-től a Budapesti Napló meserovatát, majd 1911 és 1914 között a Világ napilap Otthon című asszonyrovatát vezette. 1919-től a Pester Lloyd belső munkatársa volt, ekkortól főleg a német nyelvű sajtóban dolgozott, de magyarul is publikált továbbra is.
1919-ben az Andrássy úti Színházban bemutatott Bözsike című vígjátéka több mint 50 előadást ért meg. 1922-ben jelent meg A divat története című kétkötetes műve, a téma első magyar nyelvű feldolgozása. A Magyar Tudományos Akadémia dicséretben részesítette.
1940-ben áttért a római katolikus hitre.
Írt gyermekmeséket, ifjúsági műveket és regényeket, fordított vagy átdolgozott több neves külföldi mesegyűjteményt.
Rendkívül aktív volt a közéletben is. A Magyar Békeegyesület nőtagozatának titkára, a Magyarországi Nőegyesületek Szövetségének sajtóreferense volt. A Feministák Egyesületének és különböző kulturális szervezeteknek volt tevékeny tagja.
Férje Gáspár (Gutman) József (1870–1941 előtt) biztosítóintézeti hivatalnok volt, akihez 1907. június 25-én Budapesten, a Terézvárosban ment férjhez.

## Művei
- Huncut Böske kalandjai (mesekönyv, 1907)
- Liselotte (regény, 1917, 3. kiadás: 1918)
- Pesti dámák (regény, 1919)
- A divat története (1922, 2 kötet)
- Csöppike, a pajkos kisleány (írta: Clara Nast, fordításban megjelent: 1924)
- A huncut kölyök Pesten (1925)
- Csöppike kalandjai Párizsban (írta: Clara Nast, fordításban megjelent: 1926)
- Szerelmek városa (regény, 1926)
- Máglyahalál (regény, 1927)
- Örök lángok (1929)
- Mylord (1930)
- Lélekvásár (1932)
- Amerikai vőlegény (1932)
- Égő híd (1934)